# Thelepus comatus
Thelepus comatus är en ringmaskart som först beskrevs av Grube 1859.  Thelepus comatus ingår i släktet Thelepus och familjen Terebellidae. Inga underarter finns listade i Catalogue of Life.